# Трисвинецпентаиттрий
Трисвинецпентаиттрий — бинарное неорганическое соединение
иттрия и свинца
с формулой Y5Pb3,
кристаллы.

## Получение
- Сплавление стехиометрических количеств чистых веществ:

{\displaystyle {\mathsf {5Y+3Pb\ {\xrightarrow {1760^{o}C}}\ Y_{5}Pb_{3}}}}

## Физические свойства
Трисвинецпентаиттрий образует кристаллы
гексагональной сингонии, пространственная группа P 63/mcm, параметры ячейки a = 0,8971 нм, c = 0,6614 нм, Z = 2,
структура типа трисилицида пентамарганца Mn5Si3
.
Соединение конгруэнтно плавится при температуре 1760°C.